# Mirta Busnelli
Mirta Busnelli (Buenos Aires, 13 de enero de 1946) es una actriz argentina de cine, teatro y televisión de gran trayectoria y reconocimiento. Considerada una de las artistas más polifacéticas de su generación y con más de cuarenta años de carrera, es una de las actrices más reconocidas de su país.
En teatro participó en Los padres terribles dirigido por A. Ciurlanti, Nunca estuviste tan adorable dirigido por Javier Daulte en el Teatro Broadway, La casa de Bernarda Alba, en la versión de Vivi Tellas, en el Teatro San Martín, Monólogos de la vagina, dirigido por Lia Jelín, La Modestia dirigido por Rafael Spregelburd en el Teatro San Martín, La noche de la iguana dirigido por Carlos Rivas, Madera de reyes dirigido por Augusto Fernándes en el Teatro San Martín, Nosotras que nos queremos tanto dirigido por García Peralta  (basada en la novela de Marcela Serrano), El campo de G. Gambaro dirigido por Alberto Ure, Doña Flor y sus dos maridos de Jorge Amado dirigido por J. María Antonio, Arlequino, servidor de dos patrones de Carlo Goldoni, dirigido por Villanueva Cosse, La importancia de llamarse Ernesto de Oscar Wilde, Rumores dirigido por Ricardo Darín, Del rey a la reina del Plata de Carlos Perciavalle, entre otros. Obtuvo  gran éxito entre 1990 y 1991 en "Nosotras que nos queremos tanto" con Fernanda Mistral, Betiana Blum y Alicia Zanca .  En 2017 volvió al teatro de la mano del joven Ignacio Sánchez Mestre en el Teatro Nacional Cervantes con la obra La savia, agotando las entradas para toda la temporada.

## Televisión
Trabajó en numerosos programas de televisión como por ejemplo Graduados, Todos contra Juan, Mujeres asesinas, Disputas, Socias y Gasoleros. 
Comenzó en la telenovela Bianca, en 1980. Dos años después se integró al elenco de Matrimonios y algo más, show que la volvió muy popular y donde interpretaba distintos personajes que le permitían mostrar su versatilidad actoral, en los seis años que duró la primera temporada. Por este trabajo ganó el Premio Martín Fierro a Mejor Actriz. 
En 1986 trabajó en El lobo. Diez años después, lo haría en Como pan caliente, por el cual ganaría el Martín Fierro Mejor a Actriz de Comedia. En 1998 participó en Gasoleros. Cuatro años más tarde lo haría en Tumberos, por el que ganaría otro Premio Martín Fierro a Mejor Actriz. 
En 2003 llegó la oportunidad de Disputas, unitario donde interpretaba a una proxeneta. Al año siguiente trabajaría en Sangre Fría y en La niñera, junto a Florencia Peña, con quien ya había trabajado en Disputas. Por este último trabajo, ganaría otro Premio Martín Fierro. En 2005 se integraría al equipo de Una familia especial. En 2006 participó en dos capítulos de Mujeres asesinas, el Cap. 2: "Lucía, memoriosa" y el Cap. 20: "Carmen, honrada". En 2008 trabaja en otro capítulo, el séptimo: "Juana, instigadora". También tiene una participación especial en Socias y trabaja en Todos contra Juan y Los exitosos Pells, trabajo por el que gana otro Martín Fierro y el Premio Clarín.
En 2011 integra el elenco de Sr. y Sra. Camas, nuevamente junto a Florencia Peña y al año siguiente integra el elenco de Graduados, por el que gana un Premio Tato, como Actriz de Comedia. Entre abril de 2013 y enero de 2014 integra el elenco de Los vecinos en guerra.

## Cine
En cine filmó más de treinta películas entre las cuales se destacan Los enemigos, de 1983, Boda secreta, de 1989, Matar al abuelito, en 1992, El mundo contra mí, de 1996, Buenos Aires viceversa, dirigida por Alejandro Agresti,  también en 1996, la obra de culto Silvia Prieto, de 1998, dirigida por Martín Rejtman, Garúa, en 2005 y Las mantenidas sin sueños (en la que ganó el Premio Cóndor de Plata como Mejor Actriz de Reparto), El salto de Christian, en 2007, El jefe, en 2011, entre otras.

## Filmografía

### Cine
| Año  | Título                          | Personaje                | Notas                    |
| ---- | ------------------------------- | ------------------------ | ------------------------ |
| 2024 | Una jirafa en el balcón         |                          |                          |
| 2024 | La estrella que perdí           | Norma Reyes              |                          |
| 2023 | La práctica                     | Mamá de Gustavo          |                          |
| 2021 | El prófugo                      | Adela                    |                          |
| 2020 | El cadáver insepulto            |                          |                          |
| 2019 | El día que me muera             | Berta                    |                          |
| 2019 | Anoche                          | Madre de Pilar           |                          |
| 2018 | ¿Qué puede pasar?               | Madre                    |                          |
| 2018 | No llores por mí, Inglaterra    | Catherine Poer Beresford |                          |
| 2018 | Bruno Motoneta                  | Elvira                   |                          |
| 2018 | Los olvidados                   | Abuela                   |                          |
| 2017 | La muerte de Marga Maier        | Carlota                  |                          |
| 2014 | Tango Underpants                | Lina                     | Cortometraje             |
| 2013 | Road July                       | Teresa                   |                          |
| 2011 | Juntos para siempre             | Elena                    |                          |
| 2010 | El jefe                         | Elsy                     |                          |
| 2009 | La confesión                    | Juana                    |                          |
| 2009 | Nunca estuviste tan adorable    | Virginia                 |                          |
| 2007 | Yo soy sola                     | Madre de Marcos          |                          |
| 2007 | El salto de Christian           | Marta                    |                          |
| 2005 | Las mantenidas sin sueños       | Sara                     |                          |
| 2005 | Garúa                           | Mercedes                 |                          |
| 2005 | La guerra de los gimnasios      |                          | Cortometraje             |
| 2004 | Dolores de casada               | Dolores                  |                          |
| 2002 | Anillo de humo                  | Olga                     | Película para televisión |
| 2001 | El vestido de terciopelo        | Casilda                  | Película para televisión |
| 1999 | Silvia Prieto                   | Silvia Prieto 2          |                          |
| 1997 | La cruz                         | Eloisa                   |                          |
| 1996 | El mundo contra mí              | Madre                    |                          |
| 1996 | Buenos Aires viceversa          | Loca TV                  |                          |
| 1993 | El acto en cuestión             | Azucena                  |                          |
| 1993 | Locos de contento               | Marta                    | Película para televisión |
| 1993 | Matar al abuelito               | Amelita                  |                          |
| 1989 | Boda secreta                    | Tota                     |                          |
| 1988 | Las puertitas del Sr. López     | Sra. Lopez               |                          |
| 1986 | Los insomnes                    | Julia                    |                          |
| 1986 | El hombre que ganó la razón     | Leonora                  |                          |
| 1984 | Atrapadas                       | Graciela González        |                          |
| 1983 | Los enemigos                    | Ana                      |                          |
| 1977 | Jacinta Pichimahuida se enamora | Marcela                  |                          |
| 1970 | El extraño del pelo largo       | Chica                    | Sin acreditar            |

### Televisión
| Año       | Título                           | Personaje                  | Notas                             |
| --------- | -------------------------------- | -------------------------- | --------------------------------- |
| 2022      | El encargado                     | Tatiana Yrigoyen           | Reparto secundario                |
| 2022      | El buen retiro                   | Norma                      | Reparto principal                 |
| 2016      | Educando a Nina                  | Beatrix Telechea           | Participación especial            |
| 2015      | La casa                          | Andrea Hartig              | Ep11: "2012: Canción"             |
| 2014-2015 | Viudas e hijos del rock and roll | Beba                       | Participación especial            |
| 2013-2014 | Los vecinos en guerra            | Sonia Butilengo de Crespo  | Reparto secundario                |
| 2012      | Graduados                        | Dana Blatt de Goddzer      | Reparto secundario                |
| 2011      | Sr. y Sra. Camas                 | Shirley Veron              | Reparto secundario                |
| 2011      | Televisión x la inclusión        | Pilar                      | Ep5: "La cena"                    |
| 2008-2009 | Los exitosos Pells               | Marcela Nuñez              | Antagonista principal             |
| 2008      | Mujeres asesinas 4               | Juana                      | Ep7: "Juana, instigadora"         |
| 2008      | Socias                           | Eva                        | Participación especial            |
| 2008      | Todos contra Juan                | Ella misma                 | Cameo                             |
| 2006      | Mujeres asesinas 2               | Susana                     | Ep20: "Carmen, honrada"           |
| 2006      | Mujeres asesinas 2               | Madre de Lucía             | Ep2: "Lucia, memoriosa"           |
| 2005      | Una familia especial             | Estrella Schneider         | Reparto principal                 |
| 2004-2005 | La Niñera                        | Silvia Finkel              | Reparto secundario                |
| 2004      | Sangre fria                      | Loca del pueblo            | Participación especial            |
| 2003      | Disputas                         | Amelia                     | Reparto principal                 |
| 2002      | Tumberos                         | Edith                      | Reparto secundario                |
| 2002      | Tiempo final 3                   | Matilde                    | Ep64: "El aparecido"              |
| 2001      | Cuatro amigas                    | Verónica Mas               | Reparto principal                 |
| 2001      | Tiempo final 2                   | Albertina                  | Ep31: "El desengaño"              |
| 2000      | Tiempo final                     | Clara                      | Ep11: "Santo remedio"             |
| 2000      | Por ese palpitar                 | Sandra Ortiz               | Reparto secundario                |
| 1999      | Mi ex                            | Paula                      | Reparto secundario                |
| 1999      | Gasoleros                        | Ana Clara                  | Participación especial            |
| 1996-1997 | Como pan caliente                | Margarita                  | Reparto principal                 |
| 1993      | Zona de riesgo                   | Varios personajes          | Varios episodios                  |
| 1993      | Alta comedia                     | Alicia                     | Ep: "Historias de navidad"        |
| 1992      | Teatro como en el teatro         | Varios personajes          | Varios episodios                  |
| 1992      | Luces y sombras                  | Carolina                   | Participación especial            |
| 1991      | Vidas compradas                  | Mónica                     | Participación especial            |
| 1991      | 1000 sentimientos                | Sofía Arias                | Antagonista principal             |
| 1990      | La bonita pagina                 | Mirta                      | Participación especial            |
| 1990      | Estado civil                     | Graciela                   | Participación especial            |
| 1990      | Estafa de amor                   | Marina Cervantes           | Reparto recurrente                |
| 1989-1990 | Matrimonios y algo más           | Varios personajes          | Varios episodios                  |
| 1987      | Codigo muerto                    | Carmen Fontana             | Reparto principal                 |
| 1987      | Apuestas por amor                | Rossana Fregoso de Montaño | Antagonista principal             |
| 1986      | El lobo                          | Ana                        | Reparto principal                 |
| 1985      | Solo un hombre                   | Nora                       | Reparto principal                 |
| 1985      | Mañana sera un día mejor         | Mariana de la Riva         | Reparto principal                 |
| 1984      | Historia de un trepador          | Norma                      | Reparto principal                 |
| 1983      | Ha llegado una intrusa           | Helena Moreno / Verónica   | Antagonista principal             |
| 1982      | Yo soy porteño                   | Rosa                       | Reparto recurrente                |
| 1982      | No creo en los hombres           | Malena Santibañez          | Antagonista secundaria            |
| 1981-1982 | Los especiales de ATC            | Varios personajes          | Varios episodios                  |
| 1981      | Las huellas del cerro            | Rita Olivares              | Reparto principal                 |
| 1980      | Bianca                           | Angela Ordaz               | Reparto principal                 |
| 1980      | El viejo hucha                   | Gladis                     | Reparto principal                 |
| 1980      | Aquí llegan los Manfredi         | Mirta Manfredi             | Reparto principal                 |
| 1979      | El mundo del espectaculo         | Cecilia                    | Participación especial            |
| 1979      | Dulce fugitiva                   | Rosario Quintana           | Antagonista principal             |
| 1979      | Se necesita una ilusión          | Laura                      | Reparto principal                 |
| 1978      | Una promesa para todos           | Jenny                      | Reparto principal                 |
| 1974-1975 | Una mujer en la multitud         | Margarita                  | Reparto principal                 |
| 1974      | El teatro de Jorge Salcedo       | Varios personajes          | Varios episodios                  |
| 1974      | Alta comedia                     | Victoria                   | Ep: "El hombre mas feo del mundo" |
| 1973      | El exterminador                  | Luisa                      | Reparto secundario                |
| 1972      | Las brujas de Salem              | Lina                       | Reparto secundario                |
| 1972      | La hora del muerto               | Eliana                     | Reparto recurrente                |
| 1971      | Lagunilla                        | María                      | Reparto principal                 |
| 1970      | Cenicienta                       | Griselda                   | Antagonista secundaria            |
| 1969      | Simplemente María                | Antonia                    | Participación especial            |

### Series web
| Año  | Título       | Rol        | Notas | Difusión |
| ---- | ------------ | ---------- | ----- | -------- |
| 2014 | Buscando a X | Ella misma | Cameo | UN3.TV   |

### Video
| Año  | Título    |
| ---- | --------- |
| 1992 | Sex humor |

## Vida personal
Estuvo casada con el actor y productor Axel Pauls, padre de su hija Ana Pauls, quien es también actriz. Ana Pauls es media hermana por parte de padre de Cristian Pauls, actor y director, Alan Pauls, escritor, Gastón Pauls, actor y presentador y Nicolás Pauls, actor y músico.

## Premios y nominaciones

### Premios Cóndor de Plata
| Año  | Categoría               | Película                    | Resultado |
| ---- | ----------------------- | --------------------------- | --------- |
| 1989 | Mejor actriz de reparto | Las puertitas del Sr. López | Ganadora  |
| 2008 | Mejor actriz de reparto | Las mantenidas sin sueños   | Ganadora  |

### Premio Martín Fierro
| Año  | Programa           | Categoría                                              | Resultado |
| ---- | ------------------ | ------------------------------------------------------ | --------- |
| 2002 | Tumberos           | Actriz Protagonista de Programa Unitario y/o Miniserie | Ganadora  |
| 2005 | La niñera          | Actriz de reparto en comedia                           | Nominada  |
| 2008 | Los exitosos Pells | Actriz de reparto en comedia                           | Ganadora  |
| 2012 | Graduados          | Actriz de reparto                                      | Nominada  |

### Premios Clarín
| Año  | Categoría                      | Trabajo              | Resultado |
| ---- | ------------------------------ | -------------------- | --------- |
| 2007 | Mejor actriz de teatro         | Los padres terribles | Ganadora  |
| 2009 | Actriz protagonista en comedia | Los exitosos Pells   | Ganadora  |

### Premios Konex
| Año  | Categoría                                     | Resultado |
| ---- | --------------------------------------------- | --------- |
| 1991 | Diploma al Mérito Actriz Cómica de Radio y TV | Ganadora  |

### Premios Tato
| Año  | Categoría                           | Programa  | Resultado |
| ---- | ----------------------------------- | --------- | --------- |
| 2012 | Actriz de reparto en ficción diaria | Graduados | Nominada  |